# Antonín Škoda (keramik)
Antonín Škoda (3. listopadu 1935 Soběslav – 14. května 2000 Veselí nad Lužnicí, nebo České Budějovice) byl český výtvarník, keramik a sochař.

## Životopis
Antonín Škoda se narodil 3. listopadu 1935 v Soběslavi, ale celé své dětství prožil ve Veselí nad Lužnicí. V letech 1950 až 1953 studoval na Střední průmyslové škole keramické v Bechyni, kde jej učil profesor Bohumil Dobiáš starší. Byl přijat na Vysokou školu uměleckoprůmyslovou v Praze (UMPRUM), kterou ale nedokončil.
Byl členem výtvarných skupin Jih a Klub a členem Svazu československých výtvarných umělců. Rovněž patřil mezi ústřední tváře keramického družstva Jihotvar, pro které pracoval v 60. letech 20. století. Po odchodu z družstva na začátku nového desetiletí začal pracovat na volné tvorbě. V té době nejvíce spolupracoval s malířem Jaroslavem Kolihou. Jeho poslední díla vznikala v 90. letech, v dobách, kdy se vrátil k drobné keramice. Nejvíce pracoval v Českých Budějovicích a v hrnčírně v Klikově.
Antonín Škoda zemřel 14. května 2000 ve Veselí nad Lužnicí ve věku 64 let.
V roce 2015 vyšla kniha Antonín Škoda: keramik, mapující dílo Antonína Škody. Na knize spolupracovala i Škodova třetí manželka Marie.

## Dílo
- Antonín Škoda: keramik (2015) – napsal Petr Brátka, Jan Lacina a Jiří Novák[6]